# موريس راي
موريس راي (بالإنجليزية: Maurice Rae) هو عداء سريع نيوزلندي، ولد في 12 مارس 1935.

## روابط خارجية
- موريس راي على موقع أوليمبيديا (الإنجليزية)
- موريس راي على موقع اتحاد ألعاب الكومنولث (مؤرشف) (الإنجليزية)